# Francolim-de-garganta-branca
O francolim-de-garganta-branca (Campocolinus albogularis) é uma espécie de ave da família Phasianidae.

## Distribuição geográfica
A espécie pode ser encontrada nos seguintes países: Angola, Benim, Burkina Faso, Camarões, Costa do Marfim, Gâmbia, Gana, Guiné, Mali, Nigéria, República Democrática do Congo, Senegal, Togo e Zâmbia.
Essas aves vivem em pastagens tropicais e subtropicais, savanas, terras queimadas e matagais. Alimentam-se de sementes e insectos.